# Basilique Saint-Benoît de Norcia
La basilique Saint-Benoît (En italien : Basilica di San Benedetto) est une église catholique romaine italienne située à Norcia en Ombrie. L'édifice a été gravement endommagé par le séisme du 30 octobre 2016 et fait l'objet d'une reconstruction depuis 2021.

## Histoire
Selon la tradition, cette basilique serait construite à l'endroit où se situait la maison natale des saints Benoît et Scolastique nés en 480 de famille noble, comme le rapporte Grégoire le Grand dans ses « Dialogues », mais il est plus probable qu'elle ait remplacé une basilique d'époque romaine. La façade gothique, la rosace et les frises des quatre Évangélistes remontent aux XIIe et XIIIe siècles.
En 1966, l'église est élevée au rang de basilique mineure par le pape Paul VI et est restaurée au cours des années 2000. 
En 2012, les moines bénédictins de l'Abbaye Saint-Benoît-du-Mont de Nursie ouvrent une brasserie. Leurs bières sont commercialisées sous la marque « Birra Nursia ». 
La basilique est en grande partie détruite lors du séisme du 30 octobre 2016. 
Après la mise en place de cages en acier pour maintenir les éléments restés debout, un projet de reconstruction est lancé en 2020. Les travaux commencent en décembre 2021 et devraient s'achever en 2025. En 2023, la façade est de nouveau visible. 

## Architecture
La basilique Saint-Benoît est une construction originelle à une seule nef et à croix latine.